# 邹春兰
邹春兰（1971年—），前中華人民共和國女子舉重運動員。

## 生平
邹春兰來自吉林省梅河口市，只有不到小学3年级的文化，不会漢語拼音。1987年进入吉林省第一体工队，期間服用禁藥大力補。邹春兰只有在比賽前半個月才停止服用禁藥並打掩蓋劑。鄒春蘭服用了大力補後嗓音變粗，甚至喉结增大，汗毛變長，甚至還長出了胡须。邹春兰運動員生涯期間共获得9块金牌。其中在1987年9月的全国举重冠军赛上，邹春兰取得抓举第二名、挺举第一名的成绩。1988年秋天的全国举重冠军赛上，邹春兰夺得44公斤级的抓举、挺举、总成绩3枚金牌，其中挺举、总成绩打破了世界纪录。1990年11月的全国举重冠军赛上，邹春兰打破48公斤级全国纪录。1993年的中华人民共和国第七届运动会，邹春兰因为伤病缘故没有获得奖牌，同年鄒春蘭退役。
邹春兰在经济上陷入困頓，由于常年从事体育训练，邹春兰幾乎沒有讀過多少書，並且還缺乏一技之长。邹春兰退役後吉林省体育部门将其安排在体工队食堂做服务员，2000年，離開舉重隊回到吉林省梅河口市。之後梅河口市文体局将她安排到梅河口市业余体校担任女子举重队的教练员。由於邹春兰在业余体校业绩并不理想，邹春兰于2002年秋离开了体校。
2001年，春兰前往上海看病，此時其體內的雄性激素比普通男性還高，並且經常被人錯當成「男人」，同時邹春兰還會隔一天用镊子拔一次胡子。2002年，鄒春兰結婚。2005年，鄒春蘭在長春的一家澡堂成為一名搓澡工，每月收入不足500元人民幣。邹春兰的境遇於2006年被媒體披露，當時媒體將運動員退役后生活無保障的情況稱之為鄒春蘭現象。2006年邹春兰在各界帮助下開設了一家干洗店。2007年11月，邹春兰來到重慶一家醫院做脱毛和整容手術。同年底，鄒春蘭拍了婚紗照並且補辦了婚宴。